# Ray Abrams
Ray Abrams, geboren Ray Abramson, (New York, 23 januari 1920 - juli 1992) was een Amerikaanse tenorsaxofonist en bandleider die bebop en jump-blues speelde.
Abrams, de broer van drummer Lee Abrams, speelde in de groep van Clark Monroe die een vaste speelstek had in het New Yorkse Uptown House.  Mogelijk speelde hij mee op de eerste bebop-plaat die ooit is opgenomen. In 1946 toerde hij met de bigband van Dizzy Gillespie en met de groep van Don Redman die eveneens in Europa speelde. Van 1947 tot 1949 werkte hij bij Andy Kirk en keerde eind jaren veertig terug naar Gillespie.
In die periode, de tweede helft van de jaren veertig, richtte hij tevens een eigen grote band op, die ook na zijn overlijden in 1992 actief was. Met deze band begeleidde hij plaatopnames voor Savoy, onder meer van Billy Stewart.
Abrams is te horen op jazz-, maar ook rhythm & blues-platen van bijvoorbeeld Gillespie, Hot Lips Page, Cousin Joe, Milt Buckner, Charlie Ventura, Jimmy Scott (1951), King Pleasure (1954) Johnny Hartman (1956) en Blossom Dearie.